# 无患子属
无患子属（学名：Sapindus）是无患子目无患子科的一属。
學名Sapindus是saponis indicus的縮寫，意思是「印度的肥皂」，因為它那厚肉質狀的果皮含有皂素，只要用水搓揉便會產生泡沫，可用於清洗，是古代的主要清潔劑之一。目前已知約有13个物種，分布於亞洲、美洲和大洋洲。中國產於長江流域以南，沿岸島嶼等等地方。

## 種類與分佈
- 川滇无患子 Sapindus delavayi，中國、印度[2]
- Sapindus drummondii（异名S. saponaria var. drummondii），Western Soapberry，美国南部、墨西哥
- Sapindus emarginatus，南亞
- Sapindus marginatus，Florida Soapberry，佛羅里達州、南卡羅來納；一些作者认为此种包含在S. saponaria内
- Sapindus oahuensis，Hawaii Soapberry或Ionomea，夏威夷（特有种）
- 毛瓣无患子 Sapindus rarak，東南亞[3]
  - 毛瓣无患子 Sapindus rarak var. rarak
  - 石屏无患子 Sapindus rarak var. velutinus[3]
- 無患子 Sapindus saponaria，印度、中南半島、中國南部、日本、朝鮮半島[3]；美國南部[4]、佛羅里達礁島群、夏威夷、加勒比海、中美洲、喬治亞州亦有引進種植[5]
- 绒毛无患子 Sapindus tomentosus，中國[2]
- 三叶无患子 Sapindus trifoliatus，South India Soapnut或Three-leaf Soapberry，印度南部、巴基斯坦[3]